# Loxostege eversmanni
Loxostege eversmanni là một loài bướm đêm trong họ Crambidae.